# Una muchacha llamada Milagros
Una muchacha llamada Milagros es una telenovela venezolana realizada por la cadena Venevisión en el año 1973, original de la escritora cubana Delia Fiallo, fue producida por José Enrique Crousillat. 
Protagonizada por Rebeca González, José Bardina y José Luis Rodríguez, contando con las participaciones antagónicas de Haydée Balza, Néstor Zavarce, Reneé de Pallás, Nury Flores, Ivonne Attas y José Luis Silva.

## Sinopsis
Esta telenovela cuenta la historia de Juan Miguel Saldívar, un psiquiatra de mucho prestigio que se dedica a rehabilitar jóvenes rebeldes y delincuentes. La labor que realiza lo ayuda a mitigar los problemas en su matrimonio con su esposa, Viviana, y también a olvidar una violación que cometió estando borracho durante su juventud. 
El destino hace que uno de sus pacientes sea precisamente esa muchacha a la que él violó; sin embargo, la joven, de nombre Milagros, no recuerda su rostro. Para rehabilitarla, el doctor la lleva a vivir con el juez Clemente Ruiz, quien es muy estricto. La presencia de Milagros en la casa disgusta a la esposa del juez, Cecilia, y a la hija de ambos, Mónica. 
Posteriormente, Viviana, la esposa del doctor Saldívar, se va de viaje, pero su barco naufraga y ella muere. Mónica, al ver libre al doctor, comienza un romance con él, pero se da cuenta de que él ama a Milagros. Llevada por los celos, Mónica acusa falsamente de robo a Milagros, pero el malentendido termina por resolverse y el doctor deja a Mónica.
Juan Miguel y Milagros se casan, pero después de la noche de bodas ella se da cuenta de que el hombre con el que se casó es el mismo que le violó años atrás.
Venevisión quiso repetir la pareja protagónica de su telenovela anterior, Peregrina, (González-Bardina) superando el éxito con esta nueva producción. Ya con la telenovela con tres meses en el aire, Fiallo se detuvo en el tema musical "Mi amigo el Puma" que el cantautor argentino Sandro escribiese para sí mismo y usó siempre como rúbrica en cada presentación. Fiallo, decidió poner el mote de El Puma al personaje Omar Contreras, un hombre enigmático y misterioso. Contrató a José Luis Rodríguez para interpretarlo. En ese entonces, las telenovelas venezolanas se difundían con éxito en diversos países del mundo. Debido al éxito de la telenovela, tanto en Venezuela como en el exterior, se propició desde entonces el seudónimo de El Puma a José Luis, que le acompañó por el resto de su vida.

## Elenco
- Rebeca González  - Milagros Ruiz
- José Bardina  - Juan Miguel Saldívar
- José Luis Rodríguez- Omar Contreras, el Puma
- Haydée Balza- Mónica Ruiz
- Ivonne Attas- Irene y Giovanna D'Orsini
- José Luis Silva- Amado
- Esperanza Magaz  - Candelaria
- Hilda Breer- Luisa
- Reneé de Pallás  - Onelia
- Nury Flores- Viviana de Saldivar
- Alejandra Pinedo- Candy
- José Oliva - Clemente Ruiz
- Eva Blanco- Cecilia Ruiz
- Elena Farías  - Sonia
- Francia Ortiz- Lily Saldivar
- Suyin Rosa- Mayita Saldivar
- Betty Ruth- Lucrecia
- Luis Abreu  - Augusto
- Caridad Canelón- Purita
- Ana Castell- Olvido
- Humberto García Brandt- Nelson
- Lucila Herrera  - Clemencia
- Óscar Mendoza  - René
- Néstor Zavarce  - Emilio
- Francisco Ferrari  - Francisco
- Fernando Flores  - Eloy
- Chela D'Gar  - Doña Gloria
- Graciela López  - Manuela
- Francisco Moreno- Segismundo
- Hugo Pimentel  - El Piraña
- Chumico Romero- Suky
- Carlos Subero  - Padre Antonio
- Soledad Rojas- Rita

## Versiones
- La cadena de televisión privada RCTV de Venezuela realizó una adaptación de esta telenovela titulada Mi amada Beatriz, que fue producida en el año 1987, dirigida por Luis Manzo, y protagonizada por Catherine Fulop y Miguel Alcántara.
- La cadena de televisión mexicana Televisa realizó en 2008-2009 una nueva versión de esta telenovela titulada Cuidado con el ángel, dirigida por Víctor Fouilloux, producida por Nathalie Lartilleux y protagonizada por Maite Perroni y William Levy.
- La cadena de televisión vietnamita HTVC realizó una adaptación de está novela titulada Tóc Rối en español "Pelo Enredado".